# Muritaia kaituna
Muritaia kaituna là một loài nhện trong họ Amaurobiidae.
Loài này thuộc chi Muritaia. Muritaia kaituna được miêu tả năm 1973 bởi Raymond Robert Forster & Wilton.